# Pseudomugil furcatus
Pseudomugil furcatus là một loài cá thuộc họ Pseudomugilidae. Nó là loài đặc hữu của Papua New Guinea.

## Hình ảnh

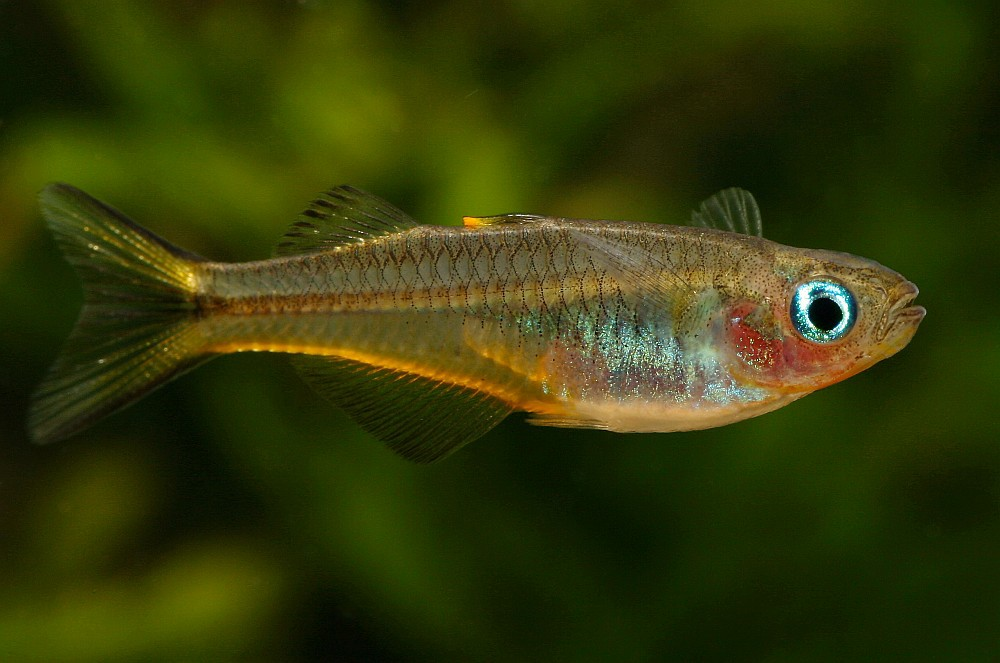
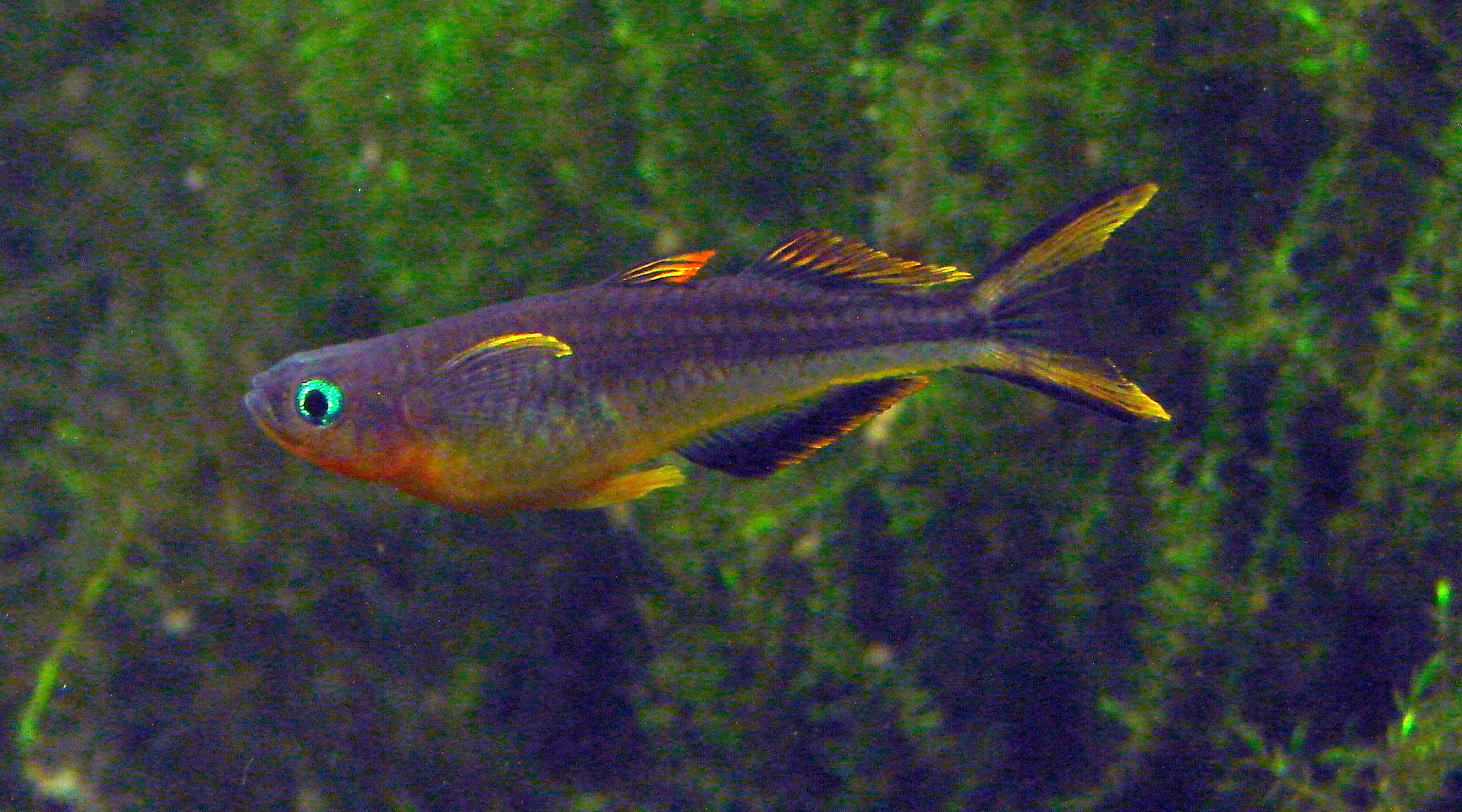